# Dipperz
Dipperz ist eine Gemeinde im osthessischen Landkreis Fulda, die auch „das Tor zur Rhön“ genannt wird.

## Geographie

### Lage
Dipperz liegt etwa zehn Kilometer östlich der Kreisstadt Fulda in der Rhön. Wegen seiner Nähe zur Stadt Fulda und der Rhön entwickelte sich Dipperz zu einer beliebten Wohngemeinde.

### Nachbargemeinden
Dipperz grenzt im Norden und Osten an die Gemeinde Hofbieber, im Südosten an die Gemeinde Poppenhausen, im Südwesten an die Gemeinde Künzell sowie im Nordwesten an die Gemeinde Petersberg (alle im Landkreis Fulda).

### Gliederung
Die Gemeinde Dipperz besteht aus den Ortsteilen Armenhof, Dipperz, Dörmbach, Finkenhain, Friesenhausen, Kohlgrund, Wisselsrod und Wolferts sowie dem Einzelgehöft Alschberg.

## Geschichte
Dipperz wurde im Jahre 1261 erstmals urkundlich erwähnt. Der Ortsteil Friesenhausen ist jedoch wesentlich älter, die erste urkundliche Erwähnung geht auf das Jahr 824 zurück.

## Gebietsreform
Im Zuge der Gebietsreform in Hessen wurde am 1. August 1972 aus den acht bis dahin selbstständigen Gemeinden Armenhof, Dipperz, Dörmbach (Fulda), Finkenhain, Friesenhausen, Kohlgrund, Wisselsrod und Wolferts die neue Gemeinde Dipperz gebildet. Damals betrug die Zahl der Einwohner 2300.

## Religion
In Dipperz leben in der Mehrzahl Katholiken. Der Backsteinbau der römisch-katholischen St. Antonius d. Einsiedler u. St. Placidus wurde von 1895 bis 1896 im neoromanischen Stil errichtet, nachdem die Vorgängerkirche dem Dorfbrand von 1892 zum Opfer gefallen war. Für die Kirche schuf der Bildhauer Johannes Kirsch aus Petersberg zwei Plastiken über den Seitenportalen. Der Taufstein ist spätgotisch.
Die Mitglieder der evangelischen Gemeinde, die sich vorher zum Gottesdienst nach Schloss Bieberstein begeben mussten, bauten mit tatkräftiger Unterstützung ihrer katholischen Nachbarn die Michaelskapelle, die am 3. Oktober 1954 eingeweiht wurde. Ihre beiden Glocken stammen vom Hamburger Glockenfriedhof. 1955 wurde Dipperz eigenständige Kirchengemeinde in der Evangelischen Kirche von Kurhessen-Waldeck. Im Jahr 2007 ging die Gemeinde formalrechtlich in der neuen Evangelischen Kirchengemeinde Bieberstein-Dipperz auf.

## Politik

### Gemeindevertretung
Die Kommunalwahl am 14. März 2021 lieferte folgendes Ergebnis, in Vergleich gesetzt zu früheren Kommunalwahlen:
| Sitzverteilung in der Gemeindevertretung 2021Insgesamt 15 Sitze - BLGD: 7 - FDP: 2 - CDU: 6 | Parteien und Wählergemeinschaften | Parteien und Wählergemeinschaften           | % 2021 | Sitze 2021 | % 2016 | Sitze 2016 | % 2011 | Sitze 2011 | % 2006 | Sitze 2006 | % 2001 | Sitze 2001 |
| Sitzverteilung in der Gemeindevertretung 2021Insgesamt 15 Sitze - BLGD: 7 - FDP: 2 - CDU: 6 | CDU                               | Christlich Demokratische Union Deutschlands | 38,4   | 6          | 51,5   | 8          | 52,6   | 8          | 55,6   | 11         | 57,1   | 13         |
| Sitzverteilung in der Gemeindevertretung 2021Insgesamt 15 Sitze - BLGD: 7 - FDP: 2 - CDU: 6 | BLGD                              | Bürgerliste Gemeinde Dipperz                | 46,6   | 7          | 48,5   | 7          | 47,4   | 7          | 44,4   | 8          | 42,9   | 10         |
| Sitzverteilung in der Gemeindevertretung 2021Insgesamt 15 Sitze - BLGD: 7 - FDP: 2 - CDU: 6 | FDP                               | Freie Demokratische Partei                  | 15,0   | 2          | –      | –          | –      | –          | –      | –          | –      | –          |
| Sitzverteilung in der Gemeindevertretung 2021Insgesamt 15 Sitze - BLGD: 7 - FDP: 2 - CDU: 6 | Gesamt                            | Gesamt                                      | 100,0  | 15         | 100,0  | 15         | 100,0  | 15         | 100,0  | 19         | 100,0  | 23         |
| Sitzverteilung in der Gemeindevertretung 2021Insgesamt 15 Sitze - BLGD: 7 - FDP: 2 - CDU: 6 | Wahlbeteiligung in %              | Wahlbeteiligung in %                        | 67,1   | 67,1       | 61,7   | 61,7       | 58,3   | 58,3       | 59,0   | 59,0       | 64,5   | 64,5       |

### Bürgermeister
Nach der hessischen Kommunalverfassung wird der Bürgermeister für eine sechsjährige Amtszeit gewählt, seit dem Jahr 1993 in einer Direktwahl, und ist Vorsitzender des Gemeindevorstands, dem in der Gemeinde Dipperz neben dem Bürgermeister ehrenamtlich ein Erster Beigeordneter und vier weitere Beigeordnete angehören. Bürgermeister ist seit dem 11. Januar 2009 der parteiunabhängige Klaus-Dieter Vogler. Er wurde als Nachfolger von Bernhard Weber (CDU), der nach zwei Amtszeiten nicht wieder kandidiert hatte, am 5. Oktober 2008 in einer Stichwahl bei 70,5 Prozent Wahlbeteiligung mit 57,3 Prozent der Stimmen gewählt. Es folgten zwei Wiederwahlen, jeweils ohne Gegenkandidaten, zuletzt, pandemiebedingt verschoben, im März 2021. Durch die verschobene Wahl verschob sich der Beginn der Amtszeit auf den 1. Mai 2021.
Amtszeiten der Bürgermeister
- 2009–2027 Klaus-Dieter Vogler[11]
- 1997–2009 Bernhard Weber (CDU)[12]
- 1972–1997 Reinhold Hartung (1942–2023)[15]

## Kultur und Sehenswürdigkeiten

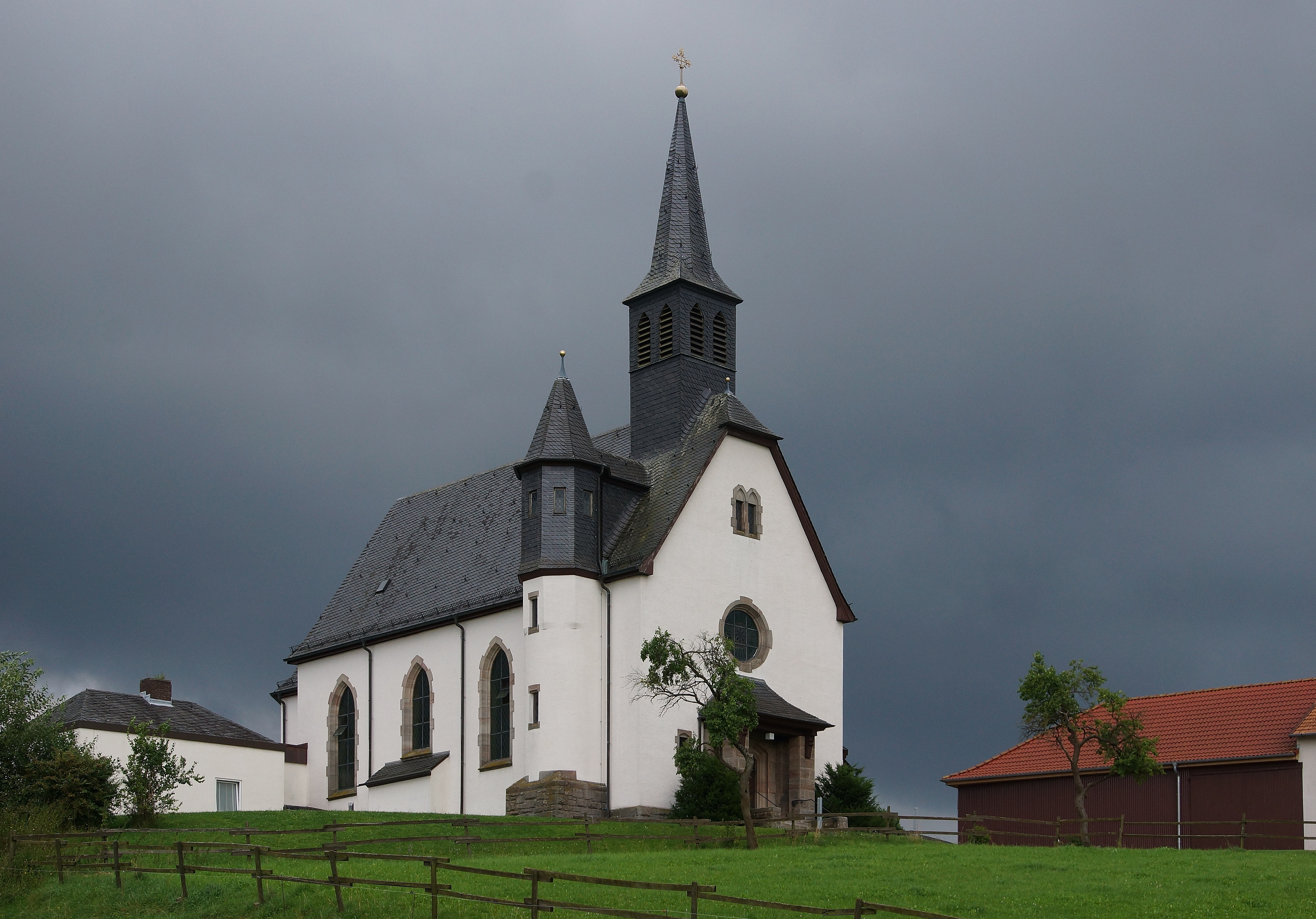
Die Kirche im Ortsteil Friesenhausen

- St. Antonius d. Einsiedler u. St. Placidus

## Persönlichkeiten
- Wolfgang Gutberlet (* 1944), Unternehmer
- Winfried Schwab (* 1964), katholischer Geistlicher